# سد ميديو
سد ميديو (بالروسية: Противоселевая плотина Медео)، هو سد يقع في كازاخستان. بني في 1960 من 4.8 مليون متر مكعب من الصخور. هذا السد يبلغ علوه 115 م، وعرضه 600 م في القاعدة و20 م في الأعلى، ويحمي مدينة ألماتي من الفيضانات، مثل التي حدثت في 8 يونيو 1921 حيث حمل نهر مالايا آلماتينكا معه 4 ملايين متر مكعب من الماء وكان معدل التدفق 200 متر مكعب/ثانية مما تسبب في سقوط العديد من الضحايا في ألماتي.